# Polyen
Polyen er betegnelsen for et kemisk stof, en carbonforbindelse, der indeholder flere dobbeltbindinger, ofte konjugerede, dvs. alternerende dobbeltbindinger og enkeltbindinger. Typiske eksempler er de syntetiske polymerer kaldet polyacetylener.
På grund af de konjugerede dobbeltbindinger er mange polyener farvede stoffer.

## Elektrisk ledende polymerer
Tilsætning af små mængder af andre kemiske stoffer til de lineære syntetiske polymerer af acetylen giver en elektrisk ledende polymer, et "plastikmetal". Tilsætningsstoffer kan f.eks. være et halogen eller et alkalimetal, se doteringsmiddel. Sådanne "forurenede" polymerer startede udviklingen af elektrisk ledende organiske stoffer (se også grafen) og gav tre forskere Nobelprisen i kemi i 2000: Hideki Shirakawa, Alan Heeger og Alan MacDiarmid

## Nogle eksempler på polyener
- Cycloheptatrien er en typisk polyen
- Formlen for trans-polyacetylen
- Formlen for cis-polyacetylen
- Amphotericin B er et eksempel på et fungicid[1]
- Leukotrien A4 er en regulator i immunsystemet
- Retinal er den kemiske basis for synet hos dyrene
- Beta-carotin er et rød-orange pigment i planter, specielt i frugter og gulerødder